# Katsu ika odori-don
Katsu ika odori-don (japanisch 活いか踊り丼 ‚[In der] Schüssel aktiv tanzender Tintenfisch‘) ist eine japanische Speise, welche aus einem frischen Tintenfisch auf wahlweise Reis oder Nudeln besteht. Wird Sojasoße über das Fleisch gegeben, so beginnen die Muskeln sich zu bewegen. Das Gericht wird meistens mit Lachseiern und anderen Beilagen in einer Schale serviert.

## Zubereitung
Gekochte Nudeln oder Reis werden in eine Schale gegeben und mit weiteren Zutaten wie Lachseiern garniert. Im Anschluss nimmt der Koch einen lebenden Tintenfisch, entfernt den Schnabel und trennt ihm den Kopf ab. Im Anschluss werden einige Innereien sowie das Mantelfleisch zerschnitten und auf die Beilagen gelegt. Zuoberst wird die Tintenfischarm-„Krone“ gesetzt. Zum Zeitpunkt des dann sofort erfolgenden Servierens ist der zerteilte Tintenfisch unbeweglich – bis zum Moment, an welchem Sojasoße oder eine andere natriumhaltige (also salzhaltige) Flüssigkeit hinzu gegeben werden. Gelegentlich ist die Bewegung des Tintenfischs noch so intensiv, dass der Körper aus der Schale entkommt.

## Herkunft
Das Gericht ist eine Abwandlung der traditionellen japanischen Speise „ika-don“ durch ein Sushi-Restaurant namens Ikkatei Tabiji, welches seinen Sitz auf der Insel Hokkaido in der gleichnamigen japanischen Präfektur hat. Mit der Umbenennung zu „odori-don“ wurde der Tintenfisch nicht mehr, wie zuvor, in Scheiben geschnitten serviert, sondern als nahezu komplettes Tier.

## Ursache der Bewegungen
Der Tintenfisch erscheint zwar lebendig, ist aber durch die Abtrennung des Kopfes mit den zum Leben erforderlichen Gehirn und dem Herzen tot. Die Bewegungen entstehen durch ein rein physiologisch-physikalisches Phänomen. Die üblicherweise zu dieser Speise gereichte Sojasoße ist reich an Kochsalz und damit an Natrium- und Chloridionen. Die Natriumionen lösen durch das Öffnen von Kanalporen der Muskelzellen und dem dadurch bedingten Kalziumioneneinstrom Muskelkontraktionen aus, ganz so, wie es beim lebenden Tier die Aktionspotenziale der Nerven tun (und wie auch bei frischen Froschschenkeln Bewegungen durch Salz oder Strom hervorgerufen werden können), zumindest so lange, wie noch ein ausreichender Vorrat des Energielieferanten Adenosintriphosphat im Cytosol der Zellen vorhanden ist. Diese Muskelbewegungen der Kopffüßerarme wirken wie ein „Tanzen“.